# Grängesberg
Grängesberg ist eine Ortschaft (Tätort) in der Gemeinde Ludvika im südlichen Dalarna in Schweden.

## Geschichte der Eisenerzgrube
Grängesberg wurde jahrhundertelang durch seine Eisenerzgrube geprägt, die seit dem 16. Jahrhundert bis 1989 in Betrieb war. 1990 fuhr die letzte Erzbahn nach Oxelösund an der Ostsee für den Export und die dortige Eisenhütte.
Grängesbergsbolaget (1896 als Trafik AB Grängesberg-Oxelösund gegründet) war Schwedens größter Grubenbetrieb und besaß während vieler Jahre eine der größten Eisenerzflotten der Welt. Die Eisenerzgruben von Grängesberg hatten Mittelschwedens reichste Erzvorkommen. Bis Anfang des zwanzigsten Jahrhunderts wurde das Eisenerz im Tagebau gewonnen, später im Schachtabbau. Während der 1970er Jahre musste der Ort neu angelegt werden, da der Untergrund durch den Abbau unterminiert wurde. Das neue Zentrum wurde zirka 500 Meter weiter östlich neu errichtet. Das alte Zentrum, im Volksmund „Gamla Grängesberg“ genannt, ist teilweise in die alte Grube gestürzt.

## Geschichte der Wechselstromüberführung
Der Ort Grängesberg wurde Ende des 19. Jahrhunderts international bekannt durch die weltweit erste kommerzielle Überführung von Dreiphasenwechselstrom. Die Überführungsstrecke lag zwischen dem Wasserkraftwerk beim Dorf Hällsjön und Grängesberg. Es handelte sich hierbei um eine Strecke von 12 km mit einer Spannung von 9500 Volt. Die Anlage sollte das Bergbaugebiet mit elektrischem Strom für Beleuchtung und Motoren versehen. Das war eine bis dahin unerprobte Methode, denn vorher hatte man mechanische Kraftüberführungssysteme wie Kunstgestänge verwendet.

## Grängesberg heute
Der größte Arbeitgeber ist die Privatbrauerei Spendrups. Mit dem Bahnhof Grängesberg verfügt der Ort über einen Bahnanschluss. Sehenswürdigkeiten sind unter anderem das Eisenbahnmuseum Grängesberg und Cassels Donation, ein Konzerthaus, dessen Bau im Jahr 1898 durch eine Schenkung von 250.000 Kronen des deutsch-englischen Finanzmannes Sir Ernest Cassel ermöglicht wurde.
Seit 2015 ist der knapp zwei Kilometer westlich des Zentrums und westlich des alten Zentrums separat gelegene Ortsteil vom Statistiska centralbyrån als eigenständiger Tätort Grängesberg västra („Grängesberg West“) ausgewiesen, ebenso der sich südlich entlang einer Bucht am Nordufer des Sees Södra Härken erstreckende Ortsteil als Tätort Hörks hage.

## Bilder

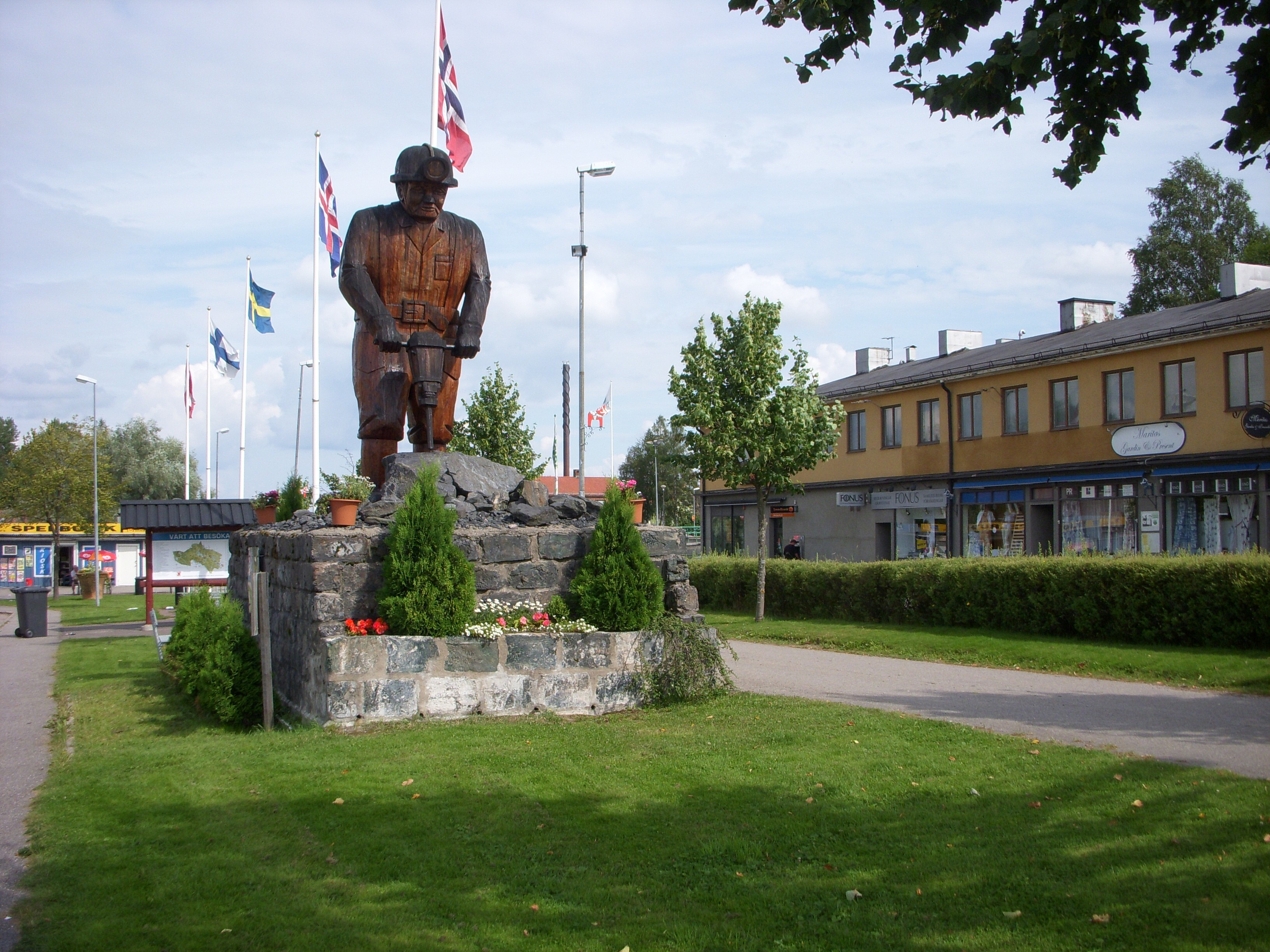
Skulptur „Skutborraren“
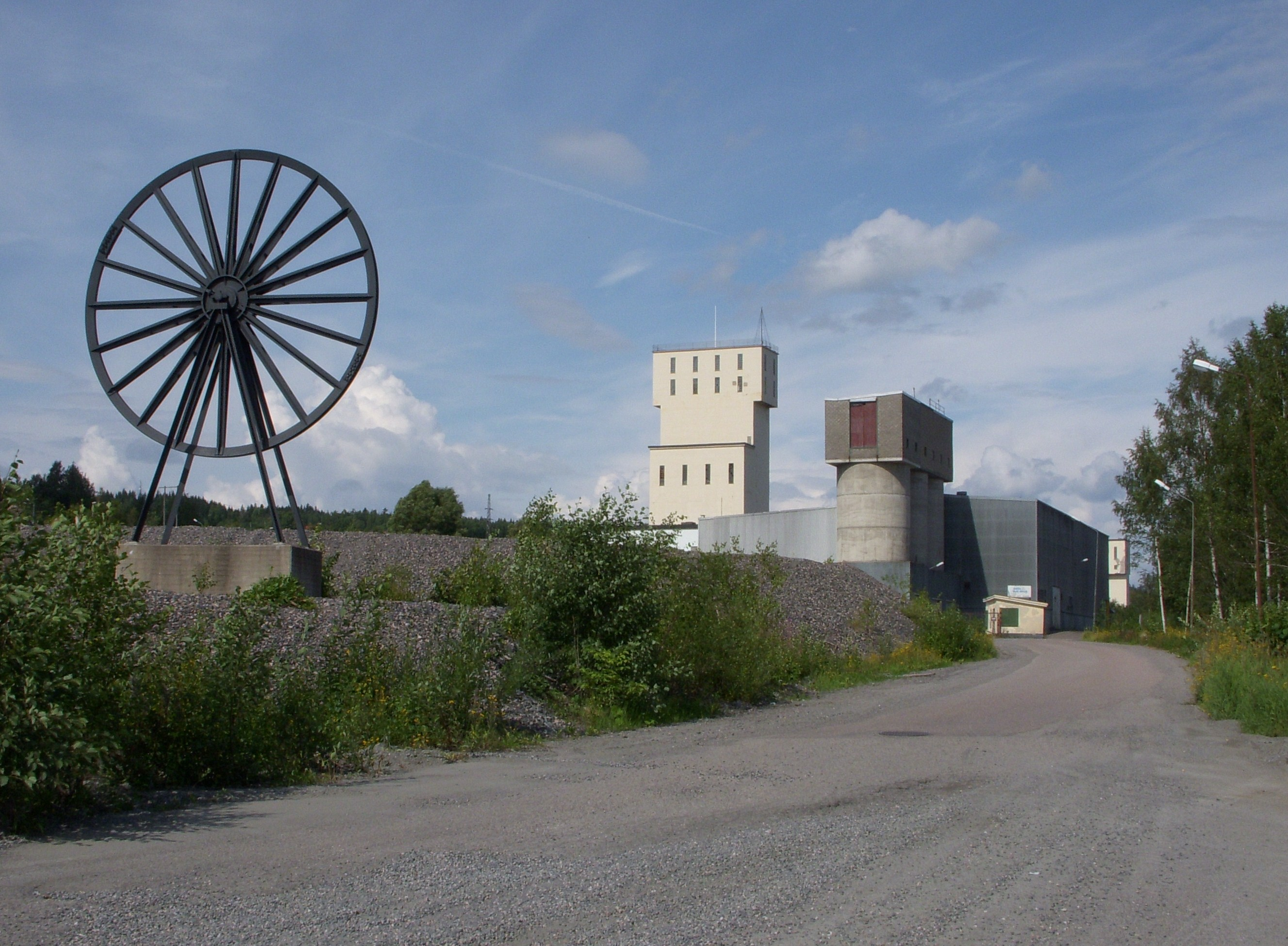
Das alte Grubengelände
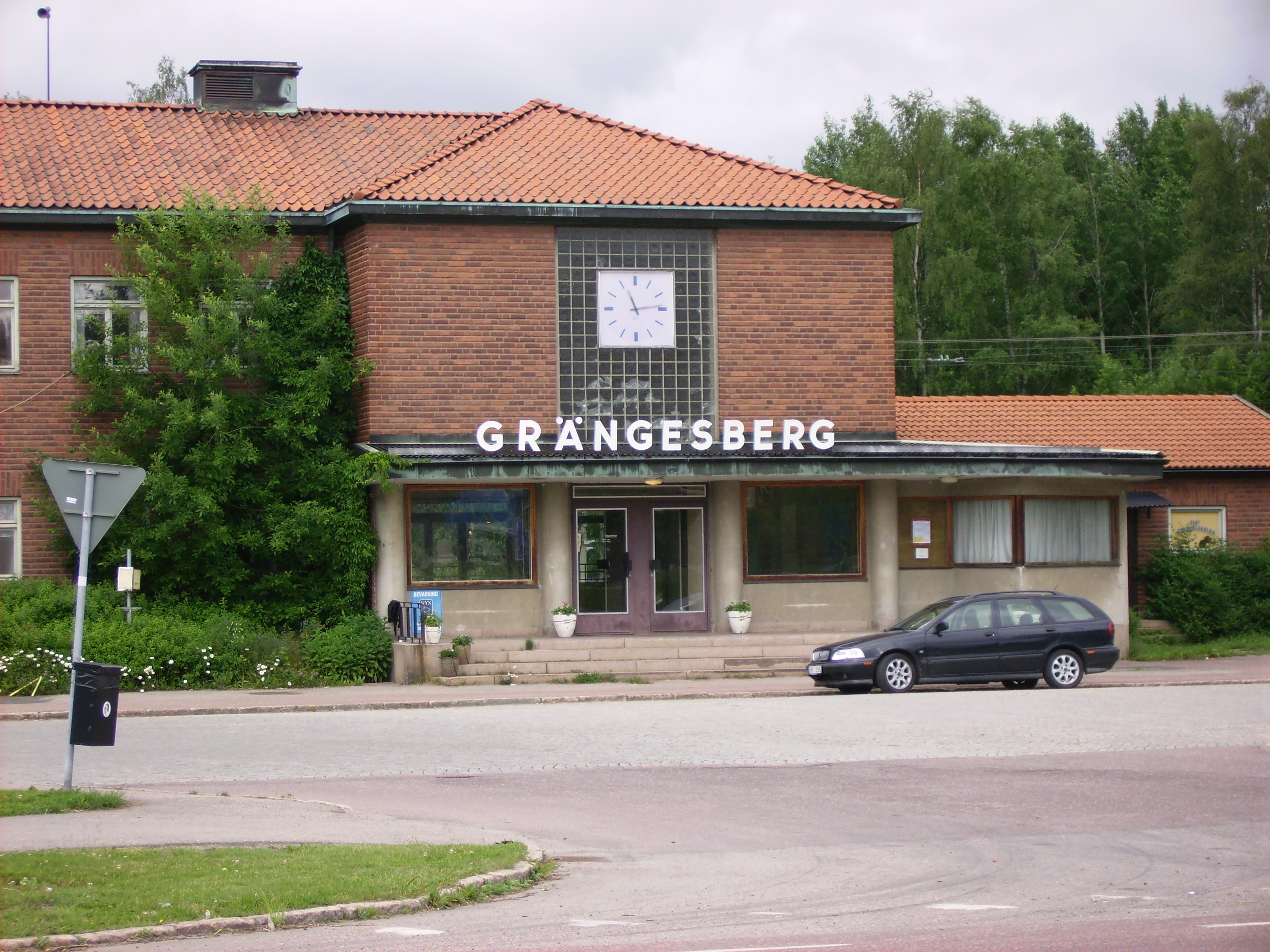
Der Bahnhof von Grängesberg
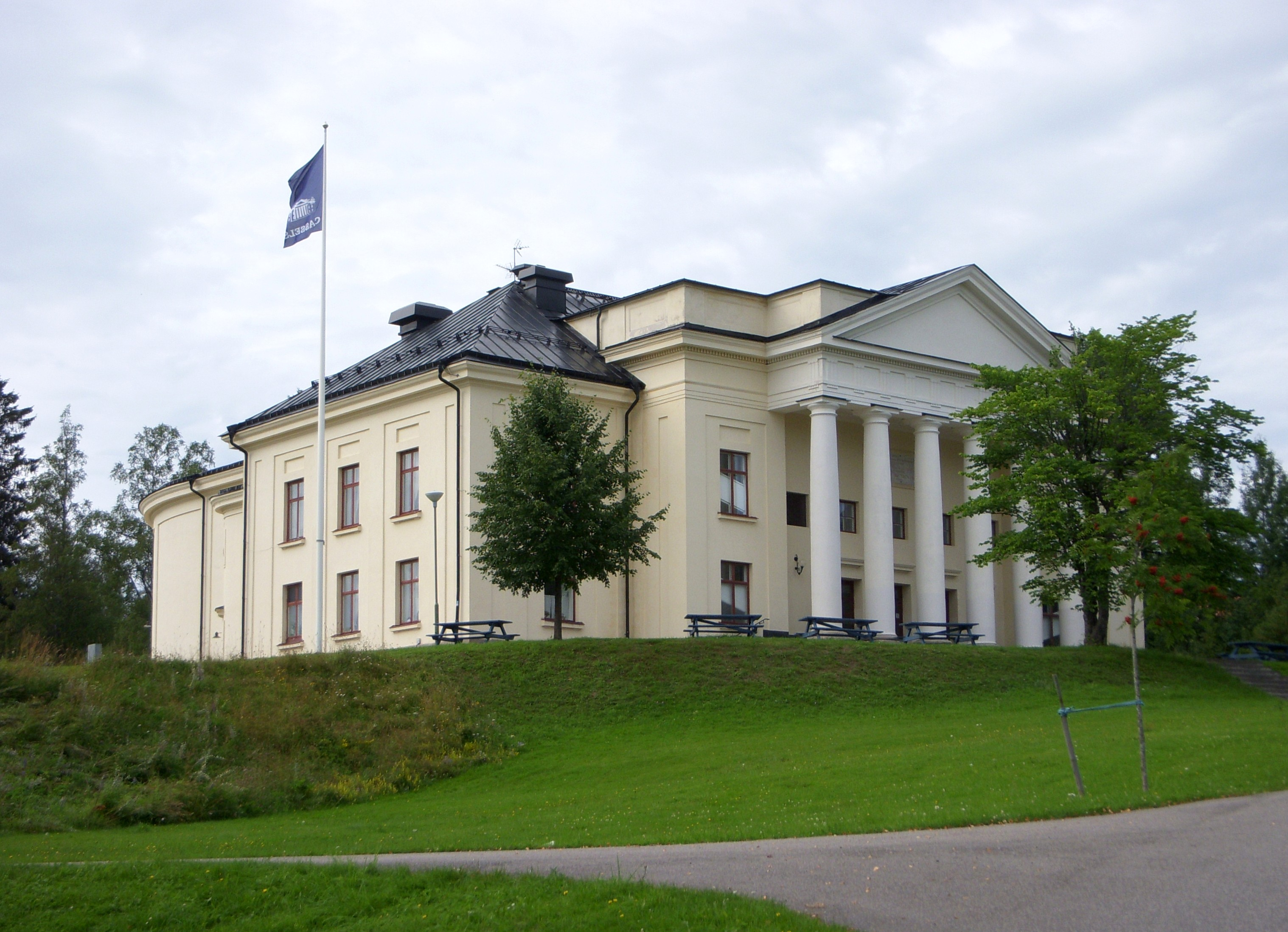
Konzerthaus „Cassels Donation“